# 船房傈僳族傣族乡
船房傈僳族傣族乡是中华人民共和国云南省丽江市华坪县下辖的一个民族乡。

## 行政区划
船房傈僳族傣族乡下辖以下村级行政区划单位：
船房村、华荣村、灰窝村和嘎苴村。

## 历史
华荣村从元朝、明朝、清朝都是北胜府土官章氏衙署驻地。
清朝光绪十八年（1892年），改土归流后，章氏衙署建立庄房“华荣庄”，含义是“荣华富贵”，属永北直隶厅。宣统元年（1909年），华荣庄撤销，建立“华坪县”，在旧衙坪修建县衙。
民国时期，此地属玉鹿乡。
1950年，此地属第五区。1961年，华荣人民公社建立，后并入“永兴区”。1988年，“船房傈僳族乡”建立。

## 地理
船房傈僳族傣族乡位于华坪县城东北部，东及东北面同四川省攀枝花市盐边县交界，南面和华坪县兴泉镇接壤，西北面和华坪县永兴傈僳族乡和中心镇相邻。最高点华荣村光头山顶海拔2735米，最低点乌木河入川处灰窝塘房海拔1320米。
乌木河是主要河流。

### 气候
船房傈僳族傣族乡属亚热带半湿润气候，年平均温度19.8℃，雨水充足，年降雨量1066.6毫米。

## 经济
船房傈僳族傣族乡的经济依靠农业、牧业和矿产资源，粮食作物主产水稻、玉米、小麦，经济作物是花椒、茶叶、核桃、枇杷、柿子、柑橘。矿产资源是煤、花岗岩和石灰岩。

## 人口
2017年，船房傈僳族傣族乡人口9685人，当地主要少数民族是傈僳族、傣族、回族、彝族、纳西族。

## 旅游景点
清朝时章土司土府衙门设在华荣庄，其遗址是旅游景点。